# Hoàng Vissai
Hoàng Vissai (tên khai sinh: Dio Preye; sinh ngày 15 tháng 1 năm 1985) là cựu cầu thủ bóng đá người Nigeria nhập quốc tịch Việt Nam. Thời còn thi đấu, anh chơi ở vị trí trung vệ cho nhiều câu lạc bộ V.League 1 như Ninh Bình, Hải Phòng, Quảng Nam, Cần Thơ,...

## Đời sống cá nhân
Hoàng Vissai có tên gốc Nigeria là Dio Preye nhập quốc tịch tịch Việt Nam vào năm 2010. Anh có vợ là người Việt, tên là Trần Thu Hà, cặp đôi có hai cậu con trai: Dio Hoàng Quang Dũng và Dio Hoàng Mạnh Trường.

## Danh hiệu
Cúp Quốc gia:
 Vô địch: 2013
Siêu cúp:
 Vô địch: 2014